# Colas (Unternehmen)

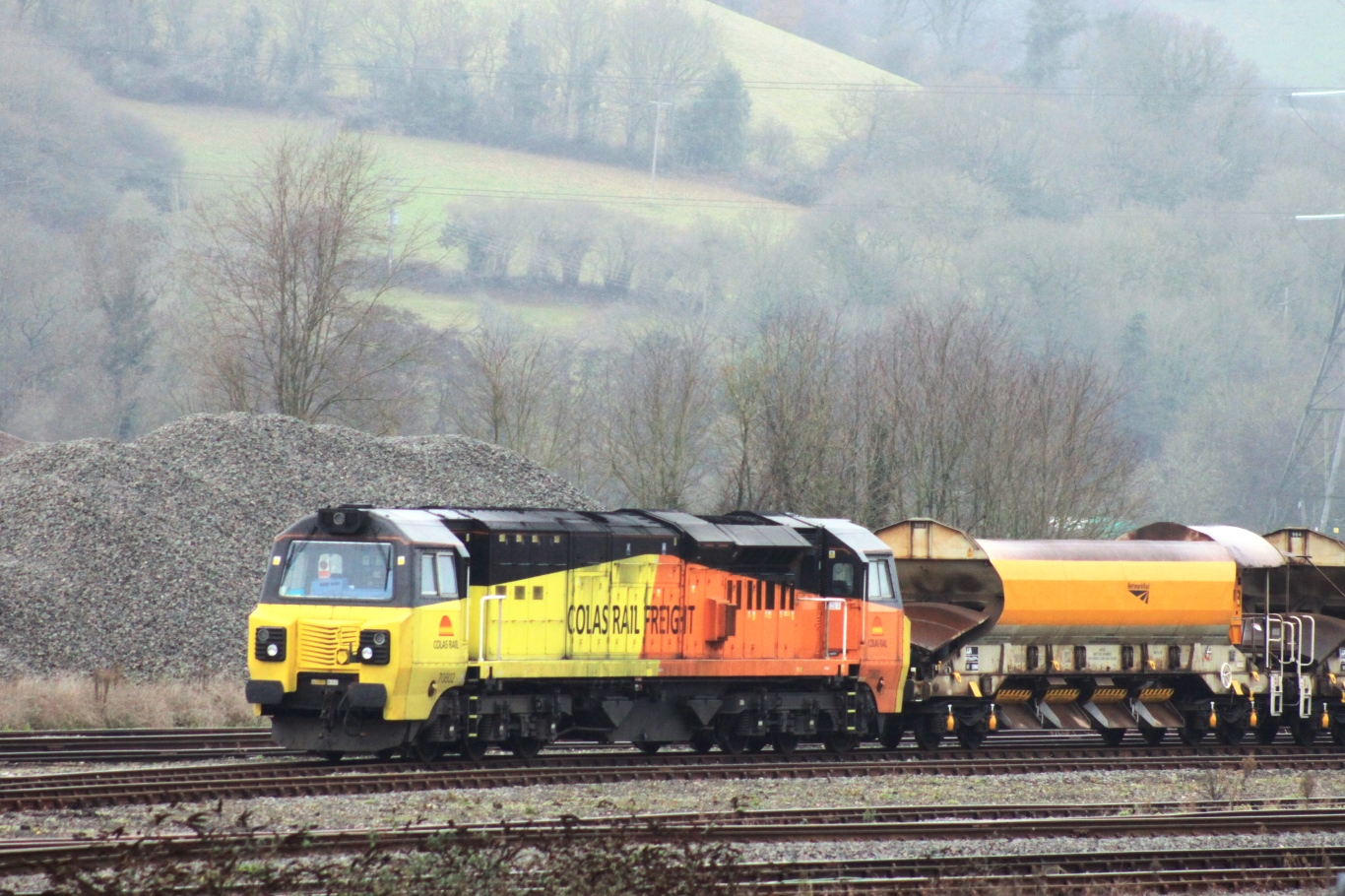
Ein Arbeitszug von Colas (2017)

Der französische Konzern Colas S.A. mit Sitz in Courbevoie hat sich auf Straßen- und Schienenbau spezialisiert. Der Name des Konzerns setzt sich aus den englischen Wörtern cold und asphalt zusammen.
Im Konzern arbeiten 57.000 Arbeiter. Der Umsatz liegt bei 13 Milliarden Euro. Colas ist in 50 Ländern aktiv.
Colas ist im Bau und in der Instandhaltung von Verkehrsinfrastruktur in drei Hauptgeschäftsfeldern tätig:
- Straßeninfrastruktur, einschließlich Verkehrssicherheit und Signalisierung (70 % des Gruppenumsatzes)
- Baustoffe (Produktion, Vertrieb und Recycling)
- Eisenbahninfrastruktur („Colas Rail“)

Ein weiteres Geschäftsfeld befasst sich mit Großprojekten.
Im deutschsprachigen Raum ist Colas mit einem Tochterunternehmen in Gratkorn und einem Büro in Coburg vertreten. 2022 wurde die aus drei Gesellschaften bestehende Thüringer Unternehmensgruppe Hasselmann (2021: 300 Mitarbeiter, Umsatz 70 Millionen Euro) gekauft.
Seit 1985 ist der französische Baukonzern Bouygues der größte Anteilseigner an Colas.